# Карагуська сільська рада
Карагу́ська сільська рада (рос. Карагушский сельский совет) — муніципальне утворення у складі Стерлібашевського району Башкортостану, Росія. Адміністративний центр — село Карагуш.

## Населення
Населення — 575 осіб (2019, 659 в 2010, 755 в 2002).

## Склад
До складу поселення входять такі населені пункти:
| Населений пункт | Населення, осіб (2002) | Населення, осіб (2010) |
| --------------- | ---------------------- | ---------------------- |
| Карагуш, село   | 658                    | 567                    |
| Бахча, присілок | 91                     | 92                     |